# Theresa Manuel
Theresa Altameze Manuel (ur. 7 stycznia 1926 w Tampa, zm. 21 listopada 2016 tamże) – amerykańska lekkoatletka.
Podczas igrzysk olimpijskich w Londynie (1948) odpadła w eliminacjach na 80 metrów przez płotki oraz w sztafecie 4 × 100 metrów, a w rzucie oszczepem zajęła 12. miejsce.
Halowa mistrzyni USA w biegu na 50 metrów przez płotki.
Uprawiała także koszykówkę, po zakończeniu kariery sportowej była trenerką tej dyscypliny.